# Der Hagestolz (Spitzweg)
Der Hagestolz ist ein Spätwerk des deutschen Malers Carl Spitzweg (1808–1885). Das Gemälde entstand um 1880 in Öl auf Holz und zeigt einen älteren Junggesellen, die früher auch als Hagestolz bezeichnet wurden.

## Beschreibung
Das Gemälde zeigt einen hochgewachsenen, schlanken Mann in Rückenansicht, der im Sonntagsstaat einen Spaziergang macht. Der elegant gekleidete Herr hebt sich mit seiner steifen Haltung sowie seinem schwarzen Gehrock und Zylinder deutlich von den bunt gekleideten Menschen in der Umgebung und der sommerlichen Landschaft ab. Das Gesicht des Mannes ist nicht zu erkennen, aber er trägt offenbar einen schwarzen Bart. In seinen Händen hinter dem Rücken und unter dem rechten Arm hält er Lektüre.
Im Gegensatz zu den scharfen Konturen des von der Bildmitte nach links versetzten Mannes sind die anderen Menschen und die Landschaft weicher dargestellt. Die anderen Menschen sind in vier Gruppen aufgeteilt – eine kleine Familie mit Vater, Mutter und Kind sowie drei Paare. Im linken Bildteil windet sich ein sandfarbener Weg durch grüne Wiesen. Rechts sind Bäume und ein Ort mit einer Kirche zu sehen. Über allem erhebt sich ein blauer Himmel, an dem von rechts dunkle Wolken aufziehen.

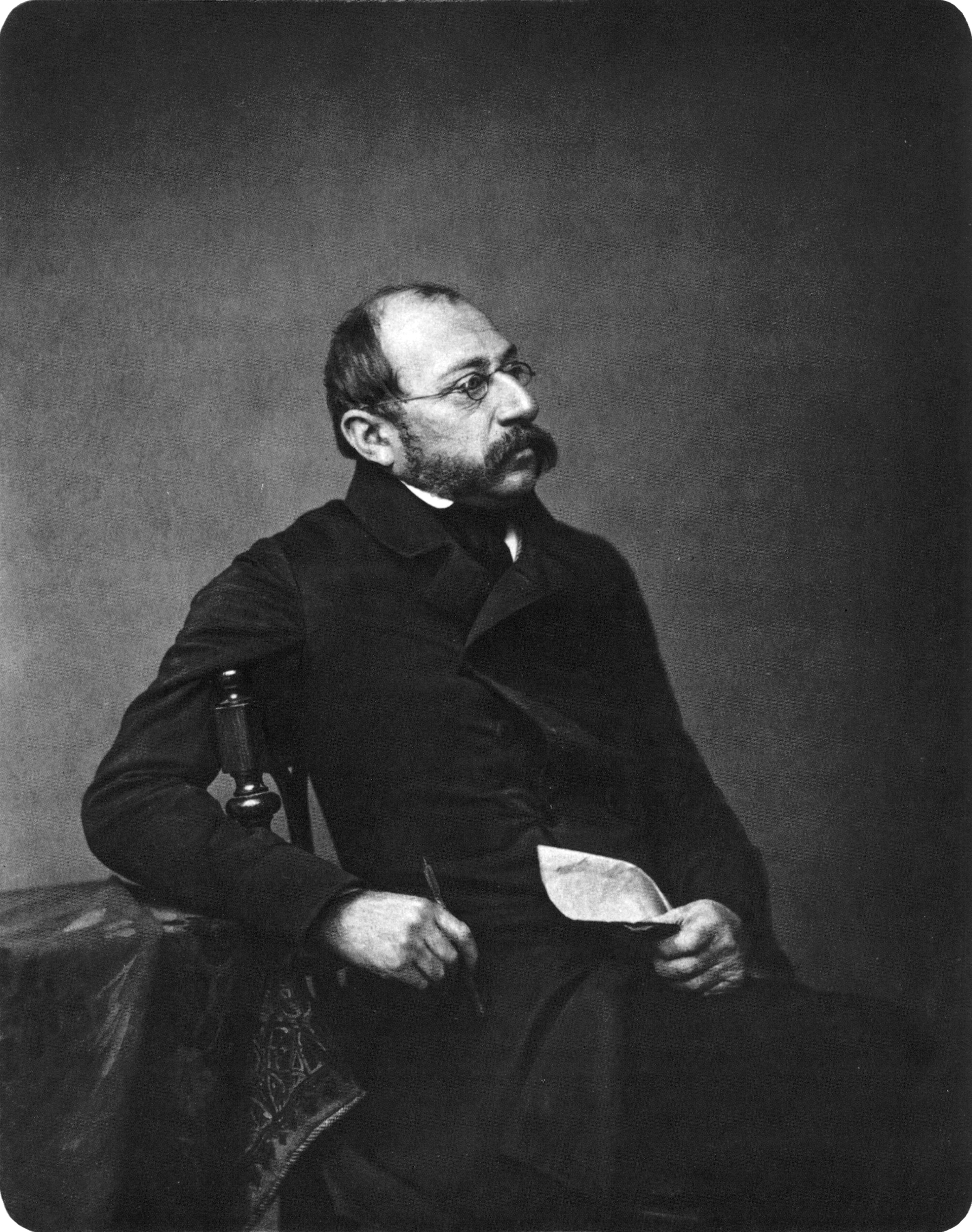
Carl Spitzweg, ca. 1860

## Deutung
Der dem Gemälde seinen Titel gebende Hagestolz hebt sich durch seine steife Haltung, seine schwarze Kleidung und seine scharfen Konturen gleich mehrfach von den anderen Menschen auf dem Bild ab.
Links von dem Mann sieht man die uneinige Familie, wo Vater, Mutter und Kind jeweils in andere Richtungen streben. Auf dem Weg kommt dem Hagestolz ein Paar entgegen, das sich voneinander abwendet und in unterschiedliche Richtungen blickt. Ganz rechts sieht man ein weiteres Paar auf einer Bank, von dem die Frau ihre Tränen trocknet, während der Mann sich wegdreht. Nur in der Ferne sieht man ein drittes Paar, einen Offizier mit Säbel und eine junge Frau, das einträchtig nebeneinander geht und sich vom Betrachter entfernt.
Der isolierte Hagestolz mag sich angesichts der zerstrittenen Menschen in seiner Ungebundenheit bestätigt fühlen – oder mit Wehmut dem jungen Offizier und seiner Begleiterin nachblicken. Die von rechts aufziehenden dunklen Wolken verheißen zumindest für die nähere Zukunft nichts Gutes.
Carl Spitzweg selbst hätte gern geheiratet, doch die verheiratete Frau starb vor der angestrebten Scheidung, was ihn laut einem Brief an einen Freund sehr getroffen hat. Er blieb sein Leben lang unverheiratet und blickte bei der Entstehung dieses Spätwerkes auf rund siebzig Lebensjahre zurück.

## Einordnung ins Gesamtwerk

Der Sonntagsspaziergang, 1841

Carl Spitzweg hat von seinen Gemälden häufig mehrere Fassungen angefertigt (so gibt es von seinem bekannten Werk Der arme Poet drei Versionen) und auch verschiedene Motive immer wieder aufgegriffen. Ein häufig wiederkehrendes Bildmotiv ist der sonntägliche Spaziergang – das bekannteste hiervon dürfte Der Sonntagsspaziergang von 1841 sein.
Auch der einzelne Mann im Sonntagsstaat auf einem Spaziergang, der sich von den Menschen seiner Umgebung abhebt, ist im Werk Spitzwegs ein über Jahrzehnte wiederkehrendes Motiv.
Ein Beispiel hierfür ist das Gemälde Der verbotene Weg, das um 1840 rund 40 Jahre vor Der Hagestolz entstand. Auch dieses Bild zeigt einen hochgewachsenen, schlanken Mann in dunkler Kleidung und in Rückenansicht, der in seinen Händen hinter dem Rücken eine Lektüre trägt. In seiner Nähe sieht man ein Paar, einen Offizier und eine junge Frau, das sich auf einem „verbotenen Weg“ vom Betrachter entfernt.
Ein weiteres Beispiel ist das Gemälde Der Gutsherr, das um 1850 entstand und häufig auch als Der Hagestolz betitelt wird. (Von diesem Bild gibt es mindestens drei Fassungen.) Es zeigt ebenfalls einen hochgewachsenen, schlanken Mann in dunkler, eleganter Kleidung (hinter seinem Rücken trägt er einen Schirm). Allerdings wird der Gutsherr in Vorderansicht gezeigt, und er wird auf seinem Spaziergang von einem kleinen Hund begleitet. Die bunt gekleideten Paare in der Umgebung sind nicht zerstritten, sondern einander zugewandt – darunter ein Offizier mit Säbel und eine junge Frau.

Spitzweg: Drei Gemälde, ein Motiv
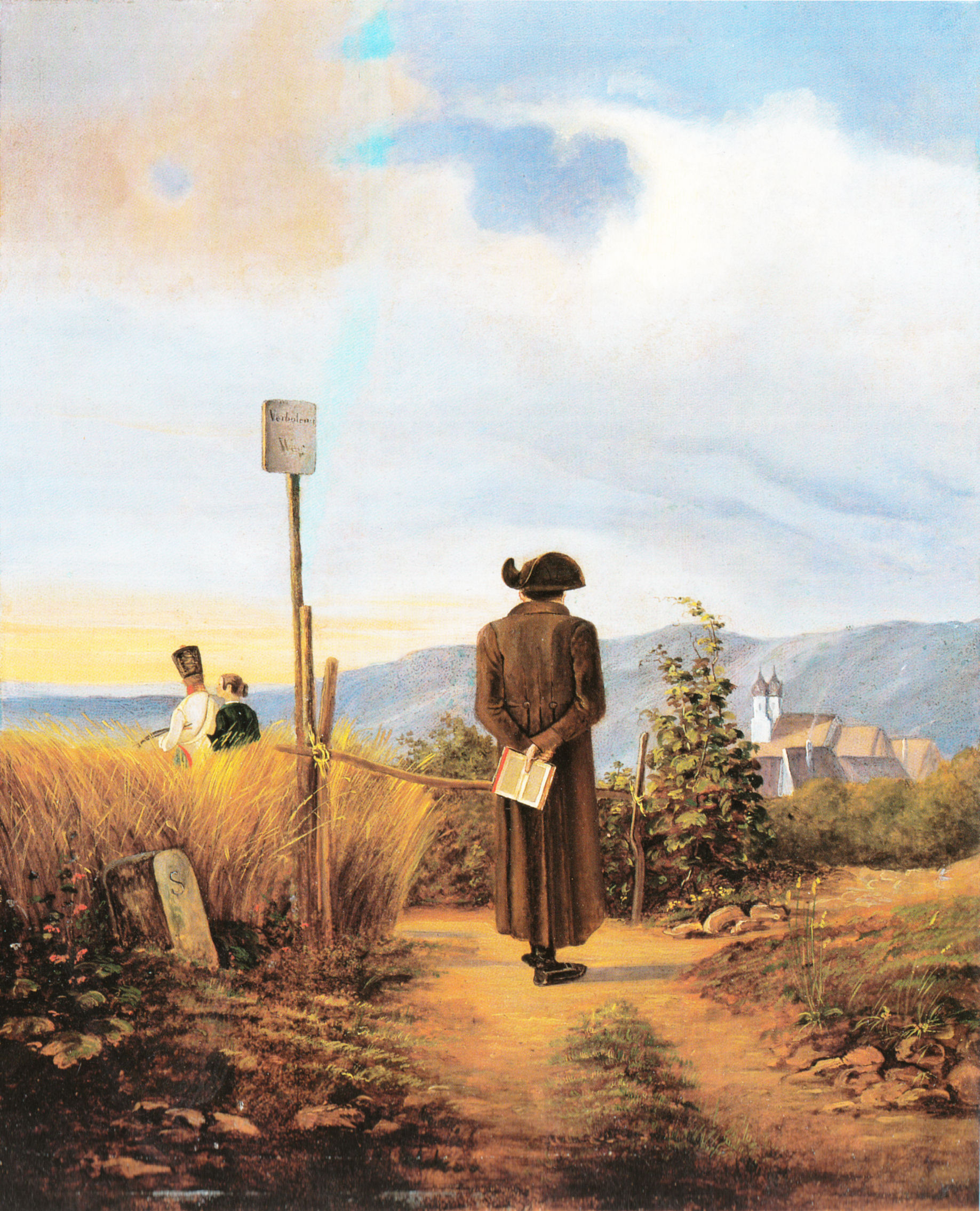
Der verbotene Weg, um 1840
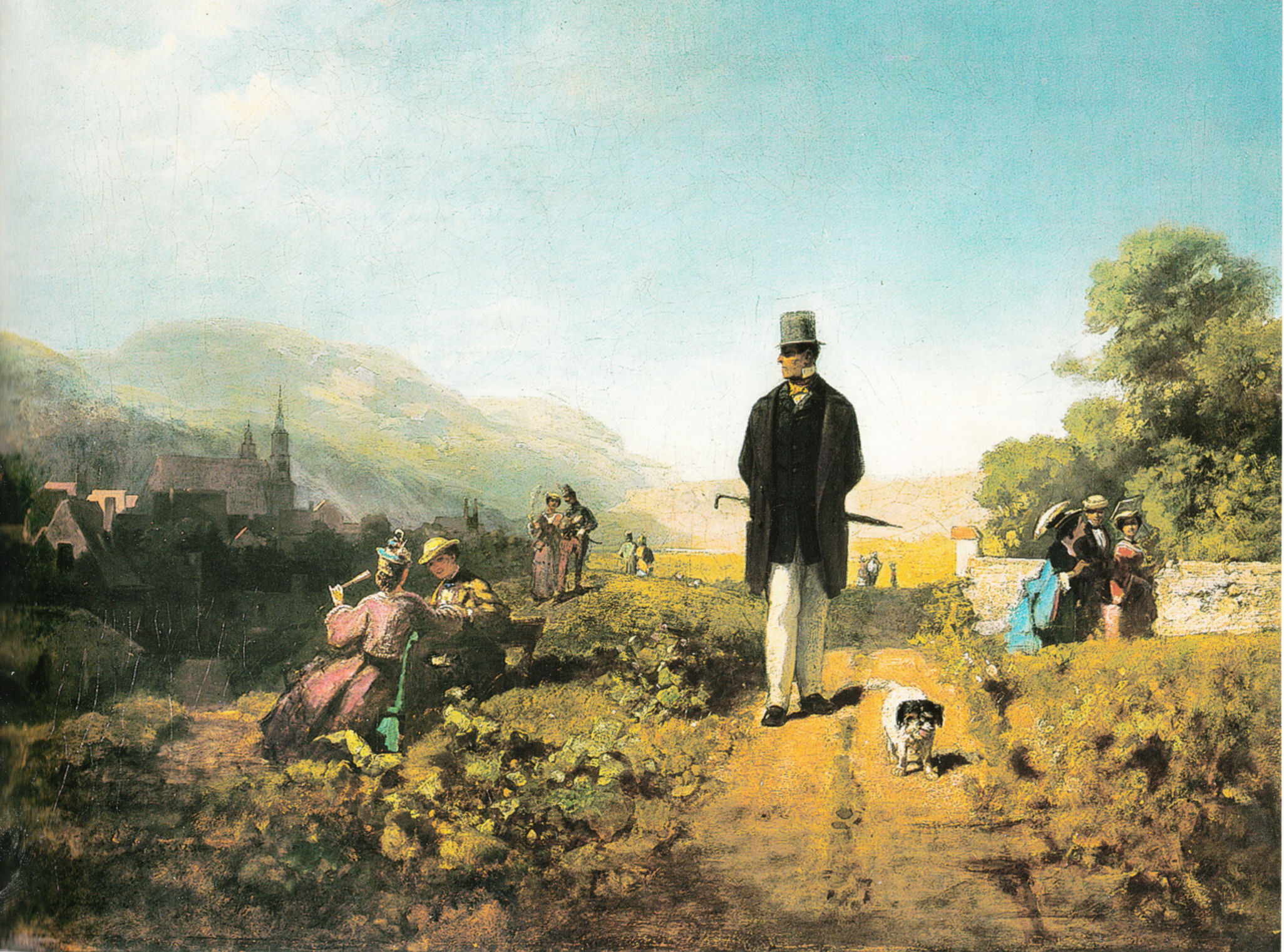
Der Gutsherr, um 1850
Der Hagestolz, um 1880

## Zum BegriffHagestolz
Der Begriff Hagestolz (selten auch in der weiblichen Form Hagestolzin oder Hagestolze) geht auf altgermanisches Rechtsverständnis zurück. Ein Hagestolz war demnach der bei der Erbschaft nach dem Erstgeburtsrecht leer ausgegangene jüngere Bruder eines Hoferben.
Das Bestimmungswort „Hag“ bezeichnet einen kleinen, durch eine Hecke umfriedeten und abgetrennten Bereich auf einem Grundstück. Das Grundwort „Stolz“ hat nichts mit Hochmut zu tun, sondern ist eine mittelhochdeutsche Vergangenheitsform des Verbs „stellen“.
Eine Hagestalt bezeichnete somit ein kleines, mit einer Hecke umfriedetes Anwesen, das der jüngere Bruder vom Hoferben zur Verfügung gestellt bekam. Dieses Anwesen war meist so bescheiden, dass der Inhaber keine eigene Familie gründen konnte. Später übertrug sich der Begriff auf den Besitzer eines solchen Anwesens. Seit dem Hochmittelalter wurde das Wort für einen unverheirateten Mann allgemein, noch später für ältere Junggesellen benutzt.